# حركات التصويت الاحتجاجية على الحرب الفلسطينية الإسرائيلية

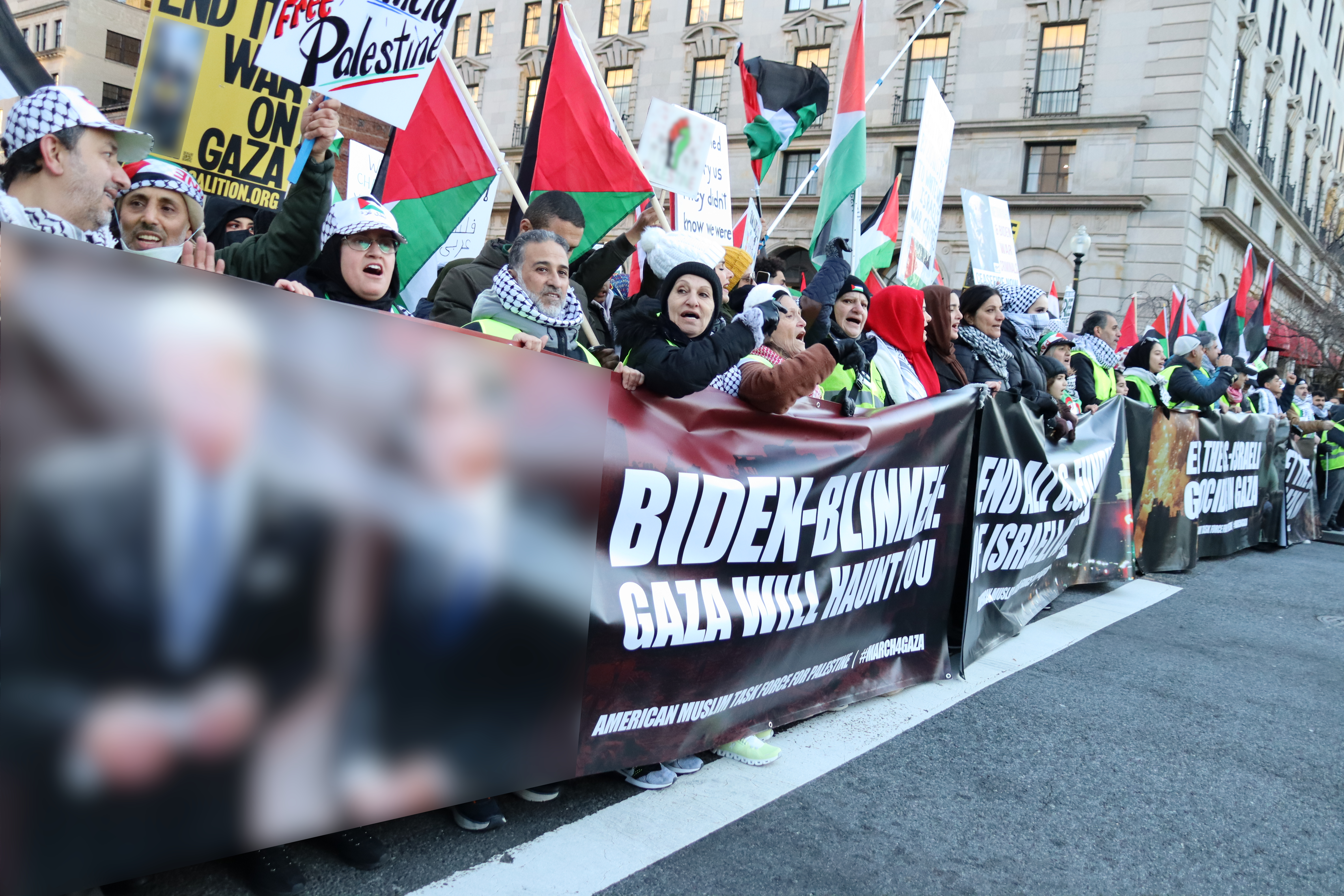
مسيرة إلى واشنطن من أجل غزة في يناير 2024

حركات التصويت الاحتجاجية على الحرب الفلسطينية الإسرائيلية كانت حركات تصويت احتجاجية استهدفت الانتخابات التمهيدية الرئاسية للحزب الديمقراطي الأمريكي لعام 2024 للاحتجاج على سياسة الرّئيس الأمريكي جو بايدن تجاه الحرب الفلسطينية الإسرائيلية. لقد كانت جزءًا من احتجاجات أكبر على الحرب الفلسطينية الإسرائيلية في الولايات المتحدة. وبعد تصويت "غير ملتزم" ملحوظ في ولاية ميشيغان الأمريكية، سعى النشطاء إلى تكرار الاحتجاج في ولايات أمريكية أخرى. كان التصويت غير الملتزم به أكبر معارضة لحملة جو بايدن الرئاسية 2024 وحصل على إجمالي أصوات أعلى من العديد من المتنافسين في الانتخابات التمهيدية الرئاسية للحزب الديمقراطي لعام 2020، بما في ذلك إيمي كلوبوشار، كوري بوكر، بيتو أوروك، ونائبة رئيس بايدن كامالا هاريس. كما حقّقت الأصوات غير الملتزم بها نسبة أعلى من الأصوات مقارنة بحملة بيت بوتجيج لعام 2020، مع جزء صغير فقط من الإنفاق. فازت الحملة غير الملتزمة بـ36 مندوبًا في الانتخابات التمهيدية. في 21 يوليو 2024، انسحب جو بايدن من الانتخابات الرئاسية لعام 2024.
تقود الحركة في المقام الأول أقلّية صوتية من الأمريكيين المسلمين، والأمريكيين العرب، والتقدّميين. بينما جادل بعض النشطاء تحت قيادة التخلي عن بايدن ضد دعم بايدن بالكامل خلال الانتخابات الرئاسية العامة لعام 2024، حثّ آخرون في الحركات غير الملتزمة على استخدام الأصوات غير الملتزم بها خلال الانتخابات التمهيدية الرئاسية للدفع من أجل العمل المؤيد للفلسطينيين قبل الانتخابات الرئاسية. كلا المجموعتين تتداخل وتدعم أهداف بعضها البعض، إلى درجة اعتبارها حركات "توأم".
وبعد انسحاب بايدن من السباق، طالبت الحركة المرشحة الديمقراطية المفترضة كامالا هاريس "باتخاذ موقف واضح ضد الأسلحة المستخدمة في حرب إسرائيل واحتلالها للفلسطينيين".

## حركة وقف إطلاق النار
في 18 يناير 2024، أطلق الناخبون الذين يروجون لوقف إطلاق النار في الحرب الفلسطينية الإسرائيلية حملة كتابة من أجل "وقف إطلاق النار" في الانتخابات التمهيدية للحزب الديمقراطي في نيو هامبشاير. منذ أنّ رفض الرئيس الحالي جو بايدن الظهور على بطاقة الاقتراع بسبب عقوبات اللّجنة الوطنية الديمقراطية، مع قيام الحلفاء بدلاً من ذلك بشن حملة كتابة، كان المدافعون عن حملة وقف إطلاق النار يأملون في أن يؤدي التركيز المتزايد على قسم الكتابة في نتائج الانتخابات إلى إرسال رسالة. أشار وزير خارجية نيو هامبشاير ديفيد سكانلان إلى أنه تم فرز أصوات "وقف إطلاق النار" هذه. وفي نهاية المطاف، حصل "وقف إطلاق النار" على 1497 صوتاً، أي 1.28%.

## حركات غير ملتزمة
الحركات غير الملتزم بها هي حركات تصويت احتجاجية تتمحور حول حثّ النّاخبين على الكتابة أو التحقق من خيار التصويت غير الملتزم به للاحتجاج على دعم بايدن للحرب بين إسرائيل وغزة، والضّغط من أجل وقف دائم لإطلاق النار وإنهاء المساعدات العسكرية لإسرائيل. وتهدف الحركات إلى "إجراء هذه التغييرات قبل الانتخابات العامة أو المخاطرة بفقد دعم الناخبين الديمقراطيين".

### الانتخابات التمهيدية الديمقراطية 2024 في ميشيغان
بدأت حركة للتصويت غير الملتزم بها تسمّى "استمع إلى ميشيغان" من قبل منظّمي المجتمع في ديربورن، بما في ذلك الأخت الصغرى للممثلة رشيدة طليب بميزانية قدرها 250 ألف دولار. وتهدف المجموعة إلى استخدام الأصوات المتاحة خلال الانتخابات التمهيدية الرئاسية لإرسال رسالة إلى حملة بايدن لدعم وقف إطلاق النار، وإلا ستخسر الانتخابات الرئاسية. وأيّد كلّ من رشيدة طليب ورئيس بلدية ديربورن عبد الله حمود الحملة. نشرت الأغلبية الديمقراطية من أجل إسرائيل إعلانات معارضة ضدّ الحركة غير الملتزمة، بحجّة أن التّصويت لصالح غير الملتزمين سيمثّل دعمًا لترامب. أيدت "ثورتنا" الحركة التطوعية وساعدت أيضًا في دعم التواصل معها.
على الرغم من أن الحملة استهدفت في الأصل الحصول على 10.000 صوت، وهو الهامش الذي خسرت به هيلاري كلينتون في انتخابات 2016، والذي كان يعتبر إجمالي أصوات منخفضًا تاريخيًا، فقد تجاوزه العدد النهائي للأصوات ووصل إلى 101.000 صوت، أي ما يقرب من 13.2%. من التصويت. ونتيجة لذلك، فازت الحملة بمندوبين لإرسالهما إلى المؤتمر الوطني الديمقراطي لعام 2024. في حين ذكر بعض المعلقين التقدميين، مثل مايكل مور، أن تصرّفات بايدن في غزة يمكن أن تخسره في النهاية الانتخابات العامة، جادل آخرون، بما في ذلك مسؤولو حملة بايدن، بأنّ النتيجة تتطابق مع تحركات مماثلة غير ملتزم بها في عام 2012 و 2008 في ميشيغان.
في مارس 2024، أعلنت منظّمة "استمع إلى ميشيغان" أنّها تتوسع لتصبح عمليّة وطنيّة.

### التخلي عن حركة بايدن

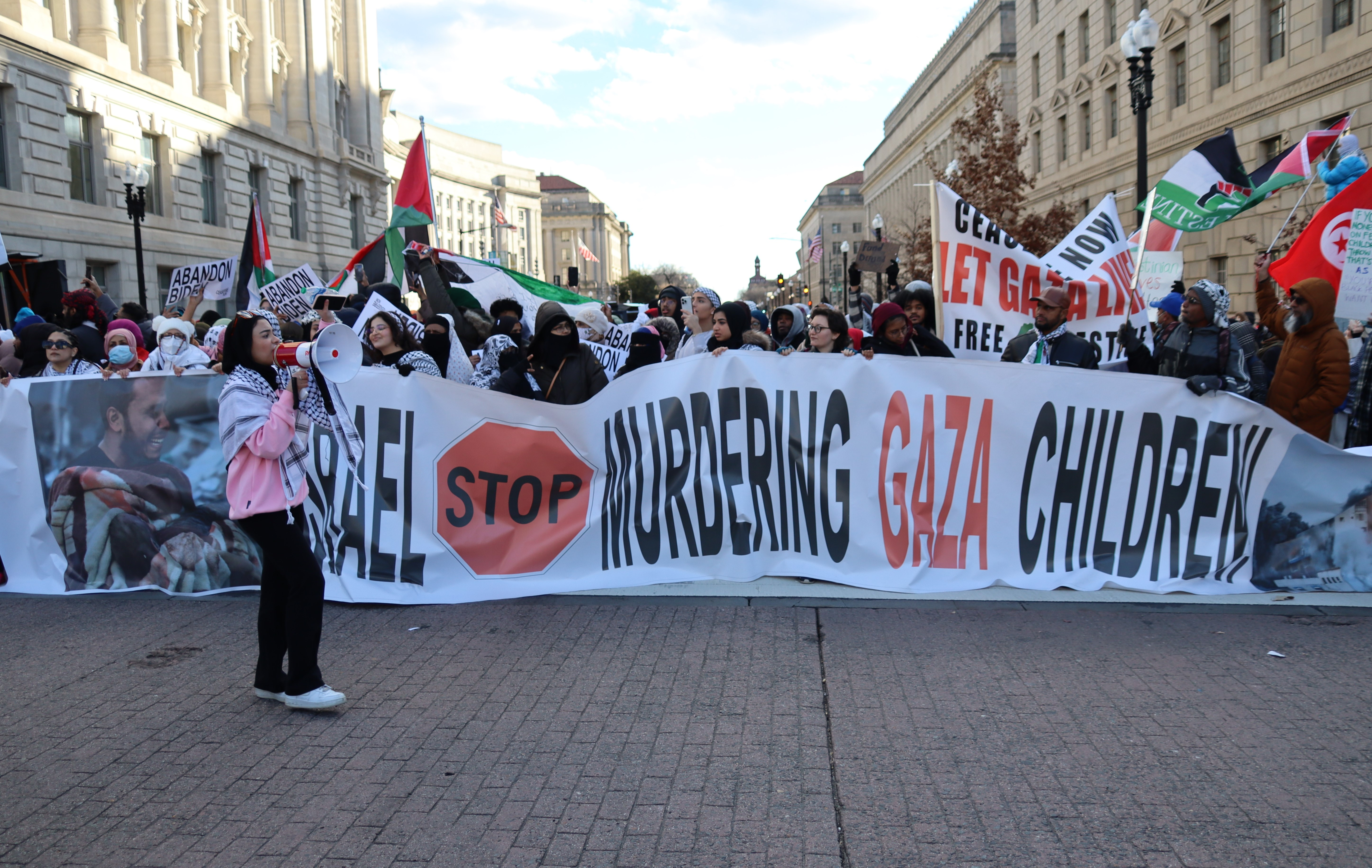
مظاهرة مؤيدة للفلسطينيين في واشنطن العاصمة

بدأ التخلّي عن بايدن في الأصل في ولاية مينيسوتا ولكنّه امتدّ منذ ذلك الحين إلى ولايات متأرجحة أخرى، بهدف منع فوز بايدن بولاية ثانية. جادل الكثيرون في حركة التخلي عن بايدن بأن بايدن لا يمكنه التّراجع عن الأضرار، حتى لو دعا إلى وقف إطلاق النّار وجادل البعض داخل الحركة حتّى لصالح التّصويت لصالح الجمهوريين من أجل حرمان بايدن من الفوز وإجبار الطّرفين على الدفع الاهتمام بقضيتهم، على الرغم من أن آخرين يقولون إنّهم لن يصوتوا أبدًا لصالح ترامب وسيكتبون بدلاً من ذلك مرشحًا لطرف ثالث أو سيمتنعون عن التصويت.
اقترح ترامب بشكل خاص حربًا شاملة في غزة، وترحيل اللاجئين من غزة، وإلغاء تأشيرات المتظاهرين المؤيدين للفلسطينيين، وإعادة فرض "حظر المسلمين"، وهو ما قال العديد من الديمقراطيين إنه سيسمح لهم بكسب أصوات المسلمين. بالإضافة إلى ذلك، على الرغم من فوز بايدن في العديد من الولايات المتأرجحة بفارق ضئيل، فإن نسبة الأمريكيين المسلمين والعرب الأمريكيين في معظم تلك الولايات تشكل نسبة صغيرة للغاية من الناخبين. ومع ذلك، يرى بعض المعلّقين أن هوامش النصر الصّغيرة في الولايات المتأرجحة قد تشير إلى أن الجماعات يمكن أن يكون لها تأثيرات كبيرة. وتُشار إلى ولاية ميشيغان على أنها من بين الولايات المتأرجحة التي تضم أكثر من 200 ألف ناخب مسلم، و300 ألف أمريكي عربي، وهو ما يتجاوز بكثير هامش تصويت بايدن في عام 2020، وقد أشار البعض إلى أن عدم الموافقة على الصراع يمكن أن ينتشر إلى مجموعات أخرى مثل الشباب والتقدميين.
جادل مقطع فيديو للرأي، في أعقاب مناظرة بايدن الأولى، والدعوات اللاحقة للانسحاب من السباق، أن أكبر قضية لبايدن كانت لا تزال مشاركة الناخبين العرب والمسلمين في الولايات المتأرجحة مثل ميشيغان.

### الانتخابات التمهيدية الرئاسية 2024

#### الانتخابات التمهيدية
وبعد نتيجة ميشيغان، أطلق المنظّمون في عدة ولايات حملات مماثلة. ومع ذلك، فإن معظم الولايات ليس لديها خيار مخصص "غير ملتزم"، ممّا قد يجعل تنظيم تصويت احتجاجي أكثر صعوبة. أطلق منظّمو مينيسوتا حركة تصويت احتجاجية من أجل "غير الملتزمين" قبل أربعة أيام فقط من الانتخابات التمهيدية. تمكّنت الحركة من تحسين حصّة التصويت في ميشيغان، وفازت بأكثر من 18% من الأصوات و11 مندوبًا. وفي ولاية كارولينا الشمالية، حيث لم يقم أي مرشّح فعلي بالتصويت بخلاف بايدن، صوت 12% لصالح "عدم التفضيل"، وهو ما نسبته بعض المصادر إلى الجماعات التي تحتجّ على دعم بايدن لإسرائيل. لاحظت مصادر متعددة أنّه على الرغم من أنّ الحركة "امتدّت إلى قاعدة الناخبين الديمقراطيين الآخرين" إلى جانب الأمريكيين المسلمين، أشارت نتائج الثلاثاء الكبير إلى أن الحزب الديمقراطي "يستمرّ في التجمع حول بايدن".
وعملت مجموعة مسلمة سوداء تسمى مجلس قيادة المسلمين السود على دعم الحركة غير الملتزمة، لكنّها قالت إنّها لن تتخلى بالضرورة عن بايدن خلال الانتخابات الرئاسية.
في المؤتمرات الحزبية الرئاسية الديمقراطية في هاواي لعام 2024، حقق التصويت غير الملتزم به 455 صوتًا، أو ما يقرب من 29% من إجمالي الأصوات، ممّا يعني أن الحركة حصلت على 6 مندوبين. ومع ذلك، لا يبدو أن هاواي لديها أي منظّمة محدّدة للحركة الحرّة.
وفي جورجيا، أطلق ائتلاف من التقدميين المتعددي الأعراق والأديان تحالف "استمع إلى جورجيا" لتكرار حركة احتجاجية مماثلة. نظرًا لأن جورجيا لا تنشر نتائج المرشحين المكتوبة، فقد نظرت منظمة إخبارية محلية في بطاقات الاقتراع الفارغة بدلاً من ذلك، ووجدت أن 3٪ من الناخبين الديمقراطيين الأساسيين قدّموا أوراق اقتراع فارغة في 5 مقاطعات.
تم تنظيم جهد في واشنطن، حيث حصل غير الملتزمين على ما يزيد قليلاً عن 9٪ من الأصوات.
في كنتاكي، نُسبت نسبة 17.9% من الأصوات غير الملتزم بها إلى حركة التصويت الاحتجاجية.
أرسلت رود آيلاند مندوبًا واحدًا متاحًا على الأقل.
ركز ائتلاف "التصويت بلا تفضيل" في ماساتشوستس على الدفع بالتصويت بلا تفضيل.
تم تكرار جهد مماثل في ولاية كونيتيكت، بنسلفانيا، نيو جيرسي، وولايات أخرى. ومع ذلك، فإن القليل من السّباقات بعد الثّلاثاء الكبير خصّصت خيارات متاحة، وتلك التي لم تحصل على عدد قليل من الأصوات التقدمية أو الإسلامية أو العربية الأمريكية.

#### أصوات المندوبين
بعد أن أطلق بايدن سراح المندوبين، في أعقاب قراره بالانسحاب من السباق، أيّد بعض المندوبين غير الملتزمين كامالا ما لم يتم تلبية مطالب وقف إطلاق النار.

### تأثير

رسالة بايدن بشأن تعليق حملته

زعم البعض أنّه نتيجة للحركة غير الملتزمة، بدأت كامالا هاريس في الدعوة إلى وقف إطلاق النار لمدة 6 أسابيع في المنطقة.. نظرًا لأنّ الخيار غير الملتزم يتلقى أصواتًا متباينة في كل ولاية أثناء الانتخابات التمهيدية، يجد المحللون أنه "من الصعب مقارنة تأثير الحركة، خاصة فيما يتعلق بنتائج التصويت غير الملتزم التاريخية السابقة.
على الرغم من أن أنصار بايدن وبعض المحللين يشيرون بشكل عام إلى أن التصويت غير الملتزم به يشبه الأنماط التاريخية، إلا أنّ بعض التقدميين، بما في ذلك رو خانا، يجادلون بأن نمط التصويت يشير إلى "مجموعات معينة من ائتلافنا منزعجة". يُعتقد أن بعض النتائج غير الملتزم بها في الولايات ذات التجمعات السكانية التاريخية للديمقراطيين الأزرق (مثل كارولينا الشمالية وكنتاكي) تُعزى إلى "DINOs" المحافظين (أي الديمقراطيين بالاسم فقط) الذين صوتوا غير ملتزمين خلال الانتخابات التمهيدية ولكنهم أصبحوا جمهوريين وسيفعلون ذلك ولن يصوتوا للديمقراطيين أبدًا أثناء الانتخابات العامة على أي حال. يجادل بعض المحللين بأنه نظرًا لأن المجموعات التي صوتت غير ملتزمة كانت في قاعدة بايدن، فإنها ستصوت له في النهاية في الانتخابات العامة، على الرغم من استمرار احتمال انقسام قاعدته قبل الانتخابات.
ويبدو أن معظم القاعدة المتاحة تتكون من طلاب جامعيين شباب وعرب أمريكيين. ولا يبدو أن الشباب، وهم المجموعة الأكثر احتمالاً لدعم الفلسطينيين، يعتبرون الحرب بين إسرائيل وغزة همّهم الرئيسي في العديد من استطلاعات الرأي.
بحلول مايو 2024، بدأت عدة مجموعات تقدمية تنتقد سياسة بايدن في غزة حملات مناهضة لترامب لوحظ أنها تساعد بايدن بشكل غير مباشر. وقالت صحيفة نيويورك تايمز إنها "واحدة من أوضح العلامات حتى الآن على أن بعض منتقدي السيد بايدن من اليسار على الأقل سيواصلون العمل لوقف السيد ترامب - حتى لو كانوا فاترين تجاه الرئيس الحالي".
كشف التصويت غير الملتزم به عن ضعف بين الناخبين الشباب بسبب سياسة بايدن تجاه إسرائيل وفلسطين، وأثبت أنه منافس أكبر من حملة بوتيجيج لعام 2020 في نسبة الأصوات. وقال ممثل سابق لولاية نيوجيرسي إن التصويت "يظهر ما يقوله الكثيرون، وهو أن هناك استياءًا كبيرا من نهج الرئيس بايدن تجاه غزة". هذه هي الدائرة الانتخابية لقيادة الحزب الديمقراطي ويجب على إدارة بايدن أن تشارك فيها.
وفي 21 يوليو 2024، انسحب بايدن من السباق الرئاسي. كان بايدن أول رئيس حالي منذ ليندون جونسون في عام 1968 ينسحب من السباق، وأول رئيس ينسحب منذ القرن التاسع عشر بعد أن قضى فترة ولاية واحدة فقط، وأول رئيس ينسحب على الإطلاق بعد فوزه بالفعل في الانتخابات التمهيدية وبعد انسحاب بايدن من السباق، طالبت الحركة المرشحة الديمقراطية المفترضة كامالا هاريس "باتّخاذ موقف واضح ضد الأسلحة المستخدمة في حرب إسرائيل واحتلالها للفلسطينيين". ويلاحظ أن بعض الناخبين غير الملتزمين الذين أصيبوا بخيبة أمل من بايدن "يراقبون هاريس عن كثب ليروا كيف تميز نفسها عن بايدن بشأن هذه القضية".

## أنظر أيضا
- احتجاجات الحرب الفلسطينية الإسرائيلية في الولايات المتحدة
- اتهامات بالتواطؤ الأمريكي في جرائم الحرب الإسرائيلية في الحرب الفلسطينية الإسرائيلية